# Global Game Jam
Global Game Jam (GGJ) — ежегодный распределенный Game Jam (ГеймДжэм). Он был создан под влиянием Nordic Game Jam четырьмя основателями: Susan Gold, Ian Schreiber, Gorm Lai и Foaad Khosmood с целью совместить креативность, совместную работу и эксперименты. Мероприятие распределенное и проходит на разных площадках. На каждой площадке участники собираются, чтобы найти новые идеи, сформировать команды, создать новые игры, чтобы презентовать их на площадке и через Интернет, через специальную форму отправки готовых работ. Всё это — в ограниченный период времени. В доковидную эпоху GGJ проходил два дня, последние выходные января, с 2021 года, с переносом активностей в онлайн, длина мероприятия увеличилась до нескольких дней. С 2013 года GGJ управляется Global Game Jam Incorporated. В 2019 году, GGJ проходил на 860 площадках в 113 странах. За время этого мероприятия было создано 9010 игр. The Global Game Jam — зарегистрированная марка.

## Участники
К участникам не предъявляется особых требований по опыту или навыкам. Рады абсолютно всем. Однако, ряд площадок предъявляет требования к участникам — быть жителем города, резидентом площадки (если это университет), или накладывает другие ограничения. Как только мероприятие началось, участники формируют команды, выбирают идеи, и начинают совместную работу.

## Организация

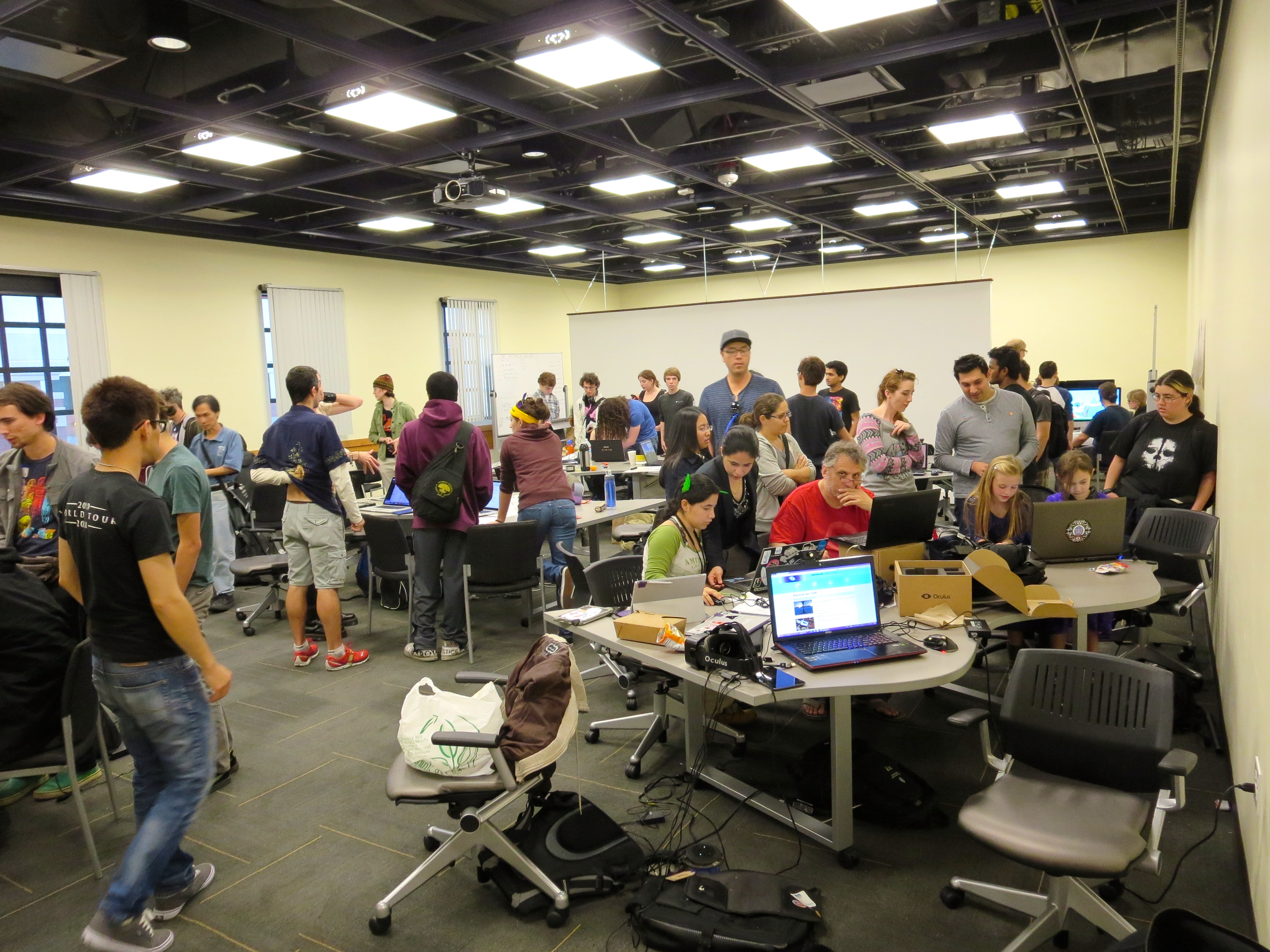
Фото Global Game Jam 2015 с площадки в Лос-Анджелесе

Организации и группы, желающие предоставить площадку для проведения мероприятия в своём городе, должны соответствовать определённым требованиям. На площадке должен быть Интернет, доступный для участников, должен быть организатор, поблизости должны быть места для еды или кофейни. Также желательно иметь круглосуточный доступ и охрану имущества площадки и участников.
На каждой площадке Global Game Jam проходит в течение 48 часов, начиная с 5 вечера первого дня, и до 5 вечера третьего дня. Рекомендованное расписание включает в себя периоды планирования и создания игры. Все созданные игры должны быть выгружены на сайт организации до 3 часов дня третьего дня. Последние 2 часа даются на презентации созданных игр, а также на судейство (если такое предусмотрено площадкой). Несмотря на то, что данное расписание является рекомендованным, только начальная точка — точка старта является обязательной.
В начале каждого мероприятия, участникам называют тему. В 2011 году это было «Вымирание». Участникам очень важно создать игру, которая так или иначе относилась бы к теме ивента. Кроме того, также предоставляется лист «ачивок», которые также известны как «диверсификаторы» в терминах GGJ. Они придуманы для того, чтобы добавить больше разнообразия в разработку, добавив те или иные фичи или их комбинации.

## В России и русскоязычном пространстве
В России Global Game Jam проводится в нескольких городах. В России, старейшей и ныне действующей площадкой, является площадка на базе ЮУрГУ в городе Челябинск, принимающая мероприятие с 2014 года. В 2021 году на площадке участвовало 113 человек. Площадка также известнам тем, что имеет собственный набор судей, и спонсоров из числа региональных IT-компаний.
Global Game Jam и опыт участия в нём широко описан на русскоязычных площадках, таких как Хабр, и другие: Как мы сделали свою игру за 48 часов в рамках Global Game Jam 2015, Global Game Jam Minsk 2015: как сделать игру за 48 часов?, Постмортем с GGJ-2019: как набить шишек, но всё-таки сделать игру .

## Прошедшие GGJ
Первый GGJ прошёл с 30 января по 1 февраля 2009 года, в 53 местах по всей Земле. 1650 участников сделало 370 игр.
Второй прошёл в 2010, на 138 площадках, было создано 900 игр силами 4300 участников.
GGJ-2011 прошёл 28-30 января, собрал 6500 участников на 169 площадках. Было сделано более 1500 игр.
GGJ-2012 прошёл 27-29 января с 10684 участниками на 242 площадках в 47 странах. 2209 игр было сделано участниками. Пресс-релиз, опубликованный 2 марта, похвастал тем, что GGJ признан крупнейшим Гейм Джемом Книгой Рекордов Гиннеса.
GGJ-2013 состоялся 25-27 января с 16705 участниками на 319 площадках в 63 странах. Было создано 3248 игр.
GGJ-2014 состоялся 24-26 января с 23198 участниками на 488 площадках в 72 странах. Было создано 4290.
GGJ-2015 состоялся 23-25 января с 28837 участниками на 518 площадках в 78 странах. Было создано 5438 игр.
GGJ-2016 состоялся 29-31 января с 36164 участниками в 93 странах.
GGJ-2017 состоялся 20-22 января с 36401 участниками в 95 странах.
GGJ-2018 состоялся 26-28 января с 42811 участниками в 108 странах. Было создано 8606 игр на 803 площадках.
GGJ-2019 состоялся 25-27 января с 47009 участниками в 113 странах. Было создано 9010 игр на 860 площадках.
GGJ-2020 проходил с 31 января по 1 февраля с 48753 участниками в 118 странах. Было создано игр 9601 игр на 934 площадках.
GGJ-2021 проходил с 27 по 31 января, первый раз стал длиться больше 48 часов, впервые тема была объявлена заранее. 28825 участников на 585 площадках в 104 странах сделали 6383 игр. Мероприятие состоялось в онлайн-формате, и лишь с церемонии награждений проходили в оффлайн из-за пандемии Covid-19.

## Темы глобал геймджемов

Тема GGJ-2012, Уроборос

- 2009 — «As long as we have each other, we will never run out of problems»[14]
- 2010 — «Deception»[14] (plus extra time-zone-specific themes, including «The rain in Spain falls mainly on the plain»)
- 2011 — «Extinction»[14]
- 2012 — An image of Ouroboros.[15]
- 2013 — Sound of a Heartbeat[16]
- 2014 — «We don’t see things as they are, we see them as we are.»[17]
- 2015 — «What do we do now?»[18]
- 2016 — «Ritual»[14]
- 2017 — «Waves»[14]
- 2018 — «Transmission»[19]
- 2019 — «Что значит дом для тебя»(оригинал: «What home means to you»[20])
- 2020 — «Ремонт» (оригинал: «Repair»[21])
- 2021 — «Потерянное и найденное» (оригинал: «Lost and Found»[14])

## Интеллектуальная собственность
Все игры, созданные в рамках мероприятия, должны быть отправлены под лицензией Creative Commons Non Commercial Share Alike 3.0 free license. Авторы игр сохраняют все права на свои игры, но соглашаются с тем, что Global Game Jam, Inc может использовать любую из игр в качестве промоматериалов. Согласно условиям участия, каждая из отправленных игр будет сохранена на сайте вместе с исходниками.